# City College de Nova York
El City College de la Universitat de la Ciutat de Nova York (més comunament conegut com el City College de Nova York, o simplement el City College o CCNY, és una universitat superior de la Universitat de la Ciutat de Nova York (CUNY) a Nova York. Situat en un turó amb vistes a Harlem, el seu campus ocupa 14 hectàrees que s'estenen per l'Avinguda Convent entre els carres 130 i 141. Va ser dissenyada per l'arquitecte George B. Post, i molts dels seus edificis han aconseguit l'estatus de fita. Afectuosament coneguda com el "Harvard del proletariat", la universitat ha graduat a més guanyadors del Premi Nobel que cap altra universitat pública dels Estats Units. Entre aquests 10 antics alumnes, el més recent és John O'Keefe, que va ser Premi Nobel de Medicina el 2014.
Fundat el 1847, el City College va ser la primera institució pública i gratuïta d'educació superior dels Estats Units. És la més antiga de les 24 institucions d'educació superior de la Universitat de la Ciutat de Nova York, i es considera la seva universitat insígnia. Altres fets destacables del City College que van ajudar a donar forma a la cultura de l'educació superior als Estats Units inclouen el primer govern de estudiants de la nació (Senat Acadèmic, 1867), la primera fraternitat nacional que va acceptar membres sense tenir en compte religió, raça, color o credo (Delta Sigma Phi, 1899), el primer curs nocturn que concedia el grau (Escola d'Educació, 1907), i, amb l'objectiu d'integrar racialment els dormitoris de la universitat, "la primera vaga general en una institució municipal d'educació superior", dirigida pels estudiants (1945).

## Història

### Principis delseglexix

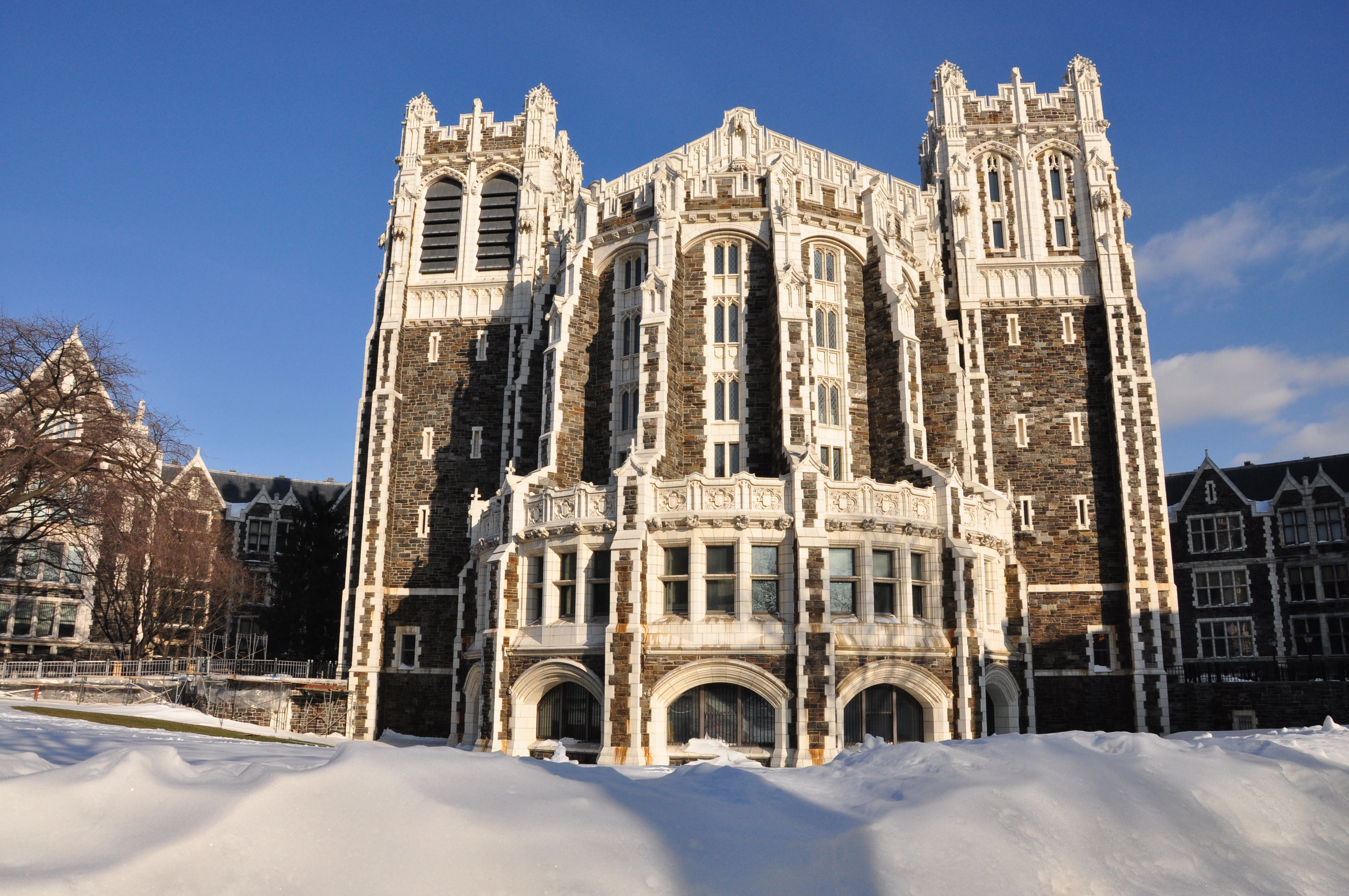
El Saló Shepard, entrada posterior, a l'est de la Avinguda Convent (2010)

El City College va ser fundat com la Free Academy de la Ciutat de Nova York el 1847 per Townsend Harris, un ric home de negocis i president de la Junta d'Educació. Una combinació d'escola de preparació i universitat, proporcionaria als fills del immigrants i als pobres accés a una educació superior gratuïta basada exclusivament en els mèrits acadèmics. La Free Academy va ser la primera institució del que es convertiria en un sistema d'escoles municipals. La segona, el Hunter College, va ser fundat com una institució per a dones el 1870, i la tercera, el Brooklyn College, es va establir com a institució d'educació conjunta el 1930.
El 1847, el Governador de l'Estat de Nova Yoirk John Young havia autoritzat a la Junta d'Educació la fundació de la Free Academy, que va ser ratificada en un referèndum estatal. El seu fundador, Townsend Harris, va proclamar, "Obriu les portes a tothom... Deixeu que els fills del rics i dels pobres s'asseguin junts i que no coneguin distinció excepte la de la indústria, el bon comportament i l'intel·lecte".

El Dr. Horace Webster, un graduat de West Point, va ser el primer president de la Free Academy. Durant l'obertura formal de la Free Academy, el 21 de gener de 1849, Webster va dir:
Original:

The experiment is to be tried, whether the children of the people, the children of the whole people, can be educated; and whether an institution of the highest grade, can be successfully controlled by the popular will, not by the privileged few. 
En català:

L'experiment s'ha d'intentar, si els fills de la gent, els fills de tot el poble, poden ser educats; i si una institució de la més alta qualitat, pot ser controlada amb èxit per la voluntat popular, no per uns pocs privilegiats. 

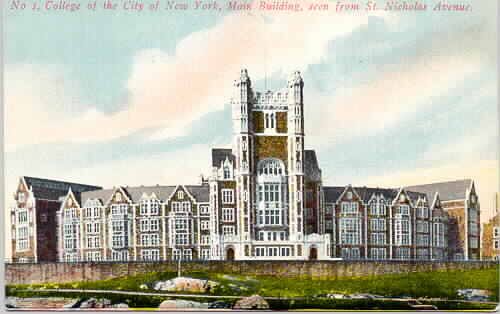
Vista de l'entrada original del Saló Shepard, l'edifici principal del City College de Nova York, a principis de la dècada de 1900

El 1847, es va aprovar un pla d'estudis format per nou camps principals: matemàtiques, història, llengua, literatura, pintura, filosofia natural, filosofia experimental, dret i economia política. La primera graduació va tenir lloc el 1853 al Teatre dels Jardins de Niblo, un gran teatre i opera de Broadway, a la cantonada dels carres Broadway i Prince.
Ja des dels primers anys, la Free Academy va ser tolerant amb la diversitat, especialment en comparació amb el seu veí, el Columbia College, que era exclusiu per fills de famílies riques. La Free Academy tenia un marc de tolerància que anava més enllà de l'admissió d'estudiants de qualsevol estrat social. El 1854, els fideïcomissaris del Columbia College va denegar a Oliver Wolcott Gibbs, un científic distingit, un lloc a la seva facultat a causa de les seves creences religioses. Gibbs va ser professor de la Free Academy des del 1848. El 1863, Gibbs va obtenir la Càtedra Rumsford de Química a la Universitat Harvard, on va tenir una destacada carrera. El 1873, va ser premiat pel Columbia College amb un títol honorífic amb el vot unànime dels seus fideïcomissaris amb la forta insistència del President Barnard. Posteriorment, a principis de la dècada de 1900, el President John H. Finley va donar al Columbia College una orientació més secular suprimint l'assistència obligatòria a la capella. Aquest canvi va tenir lloc en el moment en què més estudiants jueus es matriculaven.

### Finals delseglexix

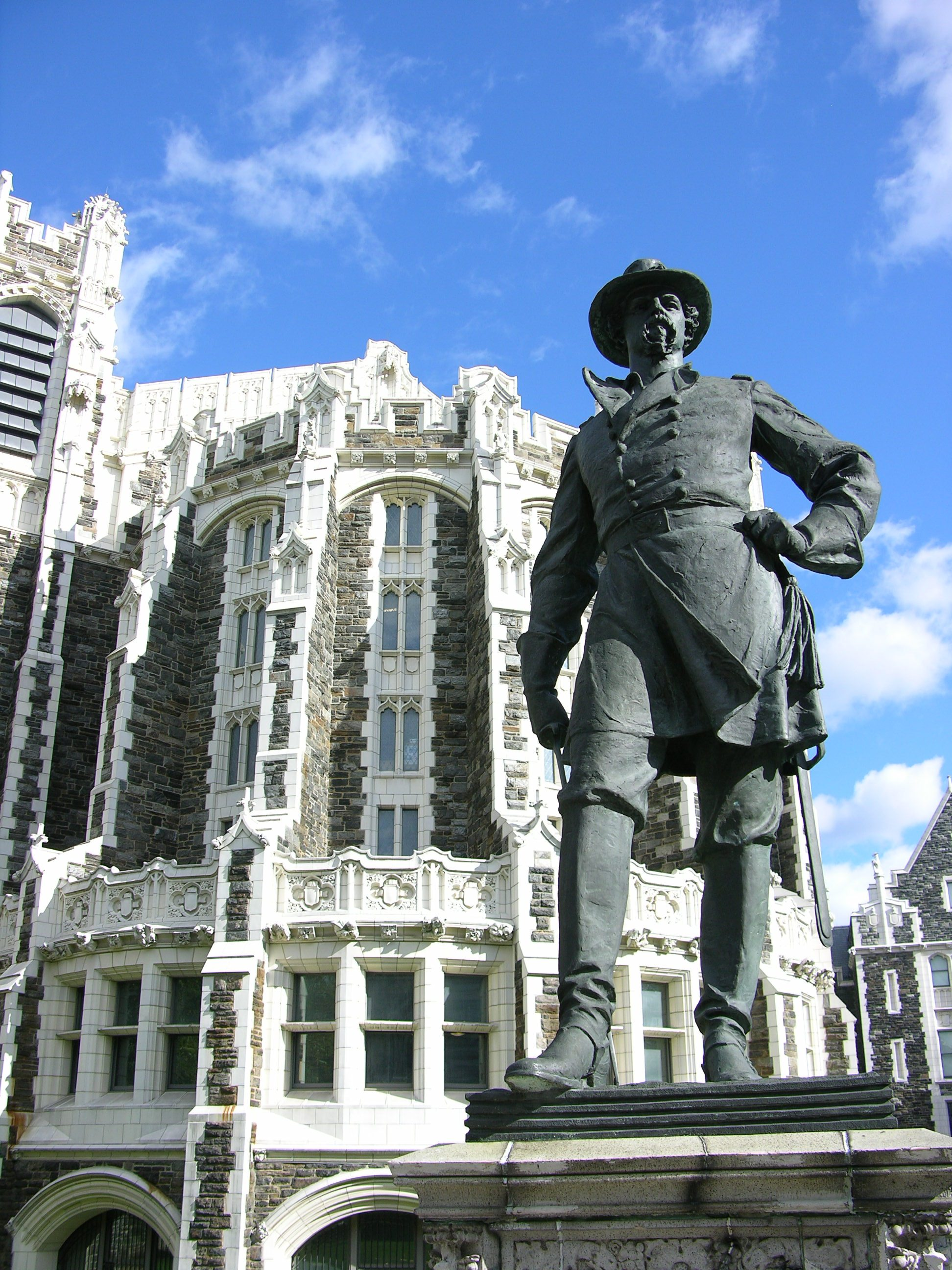
Estàtua d'Alexander S. Webb, segon president del CCNY

El 1866, la Free Academy, una instituació per homes, va canviar el seu nom pel de College of the City of New York (en català, Escola de la Ciutat de Nova York). EI 1929, va esdevenir el City College de City College de Nova York. Finalment, la institució va passar a ser coneguda com el City College de la Universitat de la Ciutat de Nova York quan la Universitat de la Ciutat de Nova York es va establir formalment, com a institució centralitzadora del sistema municipal d'escoles de la ciutat de Nova York el 1961. No obstant això, els noms de City College de Nova York i City College segueixen en ús.
Amb el canvi de nom el 1866, es va escollir com a color del College el color lavanda. El 1867, es va crear el Senat acadèmic, el primer òrgan de govern d'estudiants de la nació. Després de lluitar durant 10 anys, el 1895 la legislatura de l'Estat de Nova York va votar permetre al College construir un nou campus. Es va triar un conjunt de quatre illes, situades a Manhattanville, dins d'una àrea tancada pels arcs del Campus Nord. No obstant això, el College aviat es va estendre al nord dels arcs.
Com el President Webster, el segon president del City College era un graduat de West. El segon president, el General Alexander S. Webb, va ocupar el càrrec el 1869. Un dels herois de la Unió a Gettysburg, el General Webb era el comandant de la Brigada Filadèlfia. Quan l'exèrcit de la Unió va expulsar els Confederats de Cemetery Hill, el General Webb va tenir un paper destacat a la batalla. Coddington va escriure sobre la conducta del General Webb durant la càrrega: "Refusant cedir, [Webb] va ser un exemple de valentia i lideratge impertèrrit per als seus homes per continuar...." El 1891, mentre encara presidia el City College, va ser guardonat amb la Medalla d'Honor del Congrés pel seu heroisme a Gettysburg. Una estàtua de cos sencer del General Webb, vestit amb l'uniforme militar, es troba en el seu honor en el cor del campus.

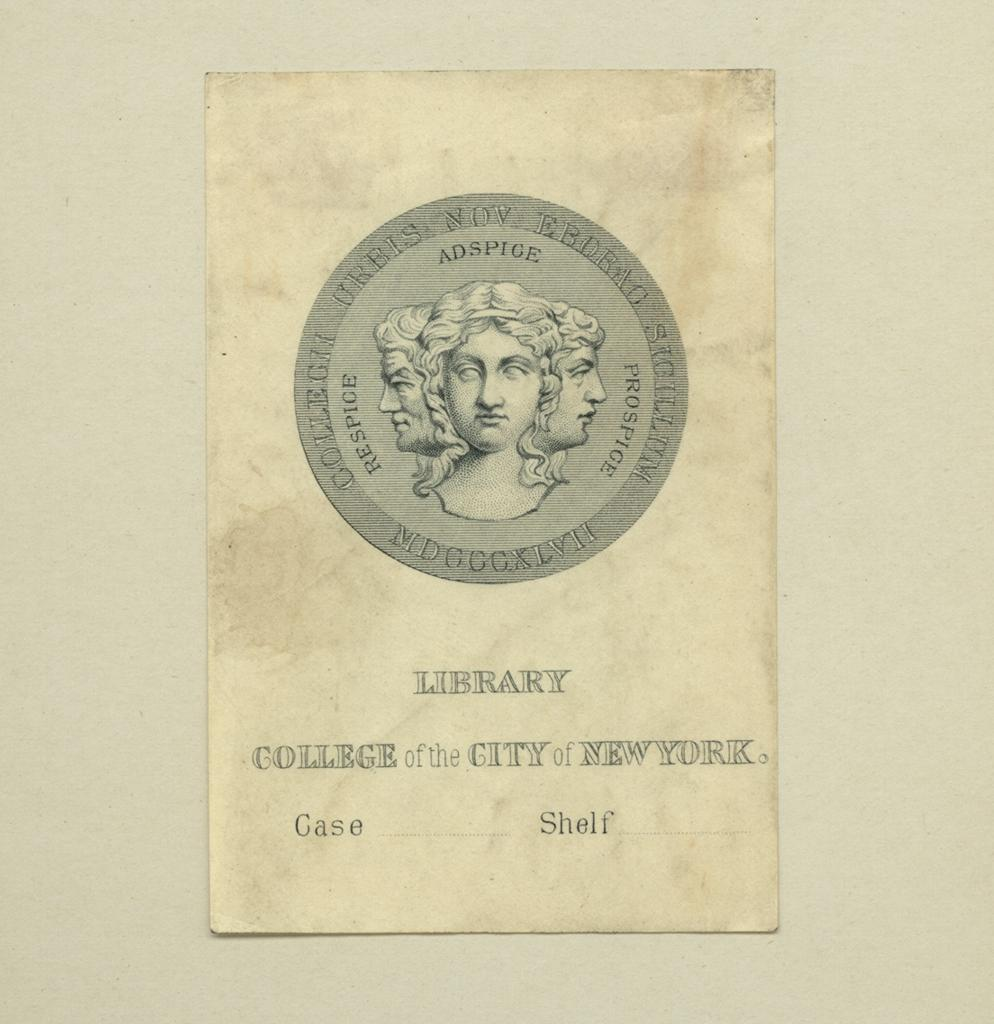
Ex-libris de l'època en què la institució era coneguda com el College of the City of New York

El pla d'estudis del City College durant la presidència de Webster i Webb va combinar l'aprenentatge clàssic de Llatí i Grec amb matèries més pràctiques com la Química, la Física i l'Enginyeria. Un dels excel·lents graduats del segle xix va ser George Washington Goethals, que posteriorment va ser Enginyer en Cap del Canal de Panamà. El General Webb va ser succeït per John Huston Finley el 1903. Finley va relaxar algunes de les disciplines pròpies de West Point que caracteritzaven el College, inclosa l'assistència obligatòria a la capella.
Delta Sigma Phi es va fundar al City College el 1899 com a fraternitat basada en el principi de germanor dels homes. Va ser la primera organització nacional del seu tipus en acceptar membres sense tenir en compte la religió, la raça, el color o el credo. L'organització va florir fins al 1932, quan es va tancar com a resultat de la Gran Depressió. El desembre de 1898 el Dr. Richard Gottheil va fundar al City College una altra fraternitat nacional, Zeta Beta Tau, animat a establir una fraternitat jueva amb ideals sionistes. Aquesta organització ha desaparegut.

### Principis del segle XX
Els cursos d'educació es van impartir per primer cop el 1897 en resposta a una llei de la ciutat que prohibia la contractació de mestres sense una formació acadèmica adequada. L'Escola d'Educació es va establir el 1921. El diari de l'escola, The Campus, va publicar el seu primer exemplar el 1907, i es va iniciar el primer grau nocturn dels Estats Units. El 1919 es van establir escoles separades d'Administració Civil i de Negocis i de Tecnologia (Enginyeria). Es va demanar als estudiants un jurament de lleialtat. El 1947, el College va celebrar el seu centenari, atorgant graus honorífics a Bernard Baruch (curs de 1889) i a Robert F. Wagner (curs de 1898), i es va enterrar una càpsula de 100 anys al Campus Nord.
Fins al 1929, el City College havia estat una institució exclusivament masculina. El 1930, per primera vegada, es van admetre dones, encara que només als programes de graduats. El 1951, tota la institució va esdevenir mixta.
En els anys en què les escoles privades d'alt nivell eren exclusivament per fills de protestants, milers d'individus brillants (inclosos els estudiants jueus) assitien al City College perquè no tenien cap altre opció. L'excel·lència acadèmica i l'estatus d'escola de la classe treballadora li van fer guanyar-se els títols de "Harvard del Proletariat", "Harvard dels pobres" i "Harvard del Hudson".
Fins i tot avui, després de tres dècades de controvèrsia pels seus estàndards acadèmics, cap altre escola pública ha proporcionat tants guardonats amb el Premi Nobel (tots ells graduats entre 1935 i 1963). La quota oficial és de "nou guardonats amb el Premi Nobel que proclamen el City College com la seva Alma Mater, la xifra més alta de qualsevol escola pública dels Estats Units". Molts antics alumnes del City College van servir a l'Exercit dels Estats Units durant la Segona Guerra Mundial. Un total de 310 hi van morir. Anteriorment, un gran nombre d'antics alumnes, amb relació a altres escoles dels Estats Units, van ser voluntaris que van lluitar al bàndol Republicà durant la Guerra Civil Espanyola, dels quals 13 van morir a Espanya.
En el seu apogeu entre les dècades de 1930 i 1950, el City College era conegut pel seu radicalisme polític. Es deia que la vella cafeteria situada al soterrani del Shepard Hall, i en particular l'alcova 1, era l'únic lloc del món on podia tenir lloc un debat tranquil entre trotskistes i estalinistes. Sent part d'un debat polític començat al matí a l'alcova 1, Irving Howe va informar que després que passes una estona, havia abandonat el seu lloc entre els estudiants que discutien per tal d'assistir a classe. Quan hi va tornar al final del dia, es va trobar que el debat continuava encara que els participants eren altres estudiants.
A finals del curs acadèmic 1939/40, el Departament de Filosofia va convidar al filosof i matemàtic britànic Bertrand Russell a convertir-se en professor del City College. Membres de l'Església Catòlica van protestar pel nomenament de Russell. Una dona anomenada Jean Kay va presentar una demanda contra la Junta d'Educació Superior per bloquejar el nomenament de Russell sobre la base de que els seus punts de vista sobre el matrimoni i el sexe podien afectar negativament a la virtut de la seva filla, tot i que la seva filla no era estudiant del City College. Russell va escriure "la típica caça de bruixes nord-americana es va instituït en contra meva". Kay va guanyar i la Junta va declinar presentar una apel·lació després de considerar la pressió política exercida.
Russell es va venjar en el prefaci de la primera edició del seu llibre An Inquiry into Meaning and Truth (en català, "Investigació sobre el Significat i la Veritat"), que va ser publicat per Unwin Brothers al Regne Unit (el prefaci no va ser inclòs a les edicions dels Estats Units). En un llarg resum que detalla els èxits de Russell entre els que es troben medalles atorgades per la Universitat de Colúmbia i la Reial Societat i nomenaments universitaris a Oxford, Cambridge, UCLA, Harvard, la Sorbona, Pequin, el LSE, Chicago, i molts més Russell hi va afegir, "Judicialment declarat indigne per ser Professor de Filosofia al College de la ciutat de Nova York".

### Finals del segle XX
El 1945, el Professor William E. Knickerbocker, Director del Departament de Llengües Romàniques, Chairman, a ser acusat d'antisemitisme per quatre membres de la facultat. Van afirmar que "durant almenys 7 anys havien estat sotmesos a un assetjament continu i que s'assemblava molt a la discriminació" per part de Knickerbocker. Quatre anys més tard, Knickerbocker va ser acusat de nou d'antisemitisme, aquest vegada per denegar honors a estudiants jueus dels més brillants. Gairebé al mateix temps, el Professor William C. Davis del Departament d'Economia, va ser acusat de mantenir dormitoris racialment segregats a l'Army Hall, del qual n'era l'administrador. Els estudiants, molts dels quals eren veterans de la Segona Guerra Mundial, van iniciar una vaga massiva en protesta contra Knickerbocker i Davis. El New York Times va anomenar a l'esdeveniment com "la primera vaga general a una institució municipal d'educació superior".
El 1955, l'estudiant Alan A. Brown va fundar la fraternitat Omicron Chi Epsilon. El seu propòsit era conferir honors als estudiants d'economia més brillants, organitzar trobades acadèmiques i publicar una revista. El 1963, Omicron Chi Epsilon es va fusionar amb Omicron Delta Gamma, l'altre fraternitat d'economia, per formar Omicron Delta Epsilon, l'actual fraternitat d'economia.
Durant una presa de control del Campus Sud el 1969, sota l'amenaça d'una revolta, els activistes afroamericans i porto-riquenys i els seus aliats blancs, va exigir, entre d'altres canvis, que el City College implementes un programa de discriminació positiva agressiu. En algun moment, els manifestants del campus van començar a referir-se al City College com "la Universitat de Harlem". L'administració de la Universitat de la Ciutat es va resistir al principi a les demandes, però finalment va acceptar un programa de lliure accés, en virtut del qual qualsevol estudiant graduat en un institut de la ciutat de Nova York podria matricular-se a qualsevol centre universitari de la Universitat de la Ciutat de Nova York. El programa es va iniciar el 1970, obrint les portes a molts que d'una altra manera no haguessin pogut assistir a la universitat. No obstant això, l'augment en la matriculació d'estudiants, independentment de la preparació, va desafiar la reputació acadèmica del City College i de la Universitat i els recursos financers de la ciutat de Nova York.
El City College va començar a cobrar la matricula el 1976. El 1999, la junta de la Universitat de la Ciutat de Nova York va votar la eliminació de les classes de recuperació de tots els seus centres universitaris, eliminant d'aquesta forma un dels pilars de la política de lliure admissió, el qual va suposar la seva eliminació efectiva. Els estudiants que no podien assolir els requeriments d'ingrés es van veure obligats a inscriure's a les escoles del sistema comunitari, on es podien podien preparar per a una transferència a una de les institucions de 4 anys. Des d'aquesta decisió, totes les escoles superiors de la Universitat de la Ciutat de Nova York, i en especial el City College, han començat a incrementar el seu prestigi nacional, com ho demostra el rànquing d'escoles. A més, el final de la lliure admissió va provocar un canvi demogràfic en els estudiants, amb un descens del nombre d'estudiants negres i hispans i un augment del nombre d'estudiants blancs i asiàtics.
Com a resultat de les protestes i l'ocupació d'edificis per part dels estudiants el 1989 en relació al increment de la matricula, es va obrir un centre d'acció comunitari al campus anomenat Guillermo Morales/Assata Shakur Community and Student Center i situat a l'edifici NAC. El centre va rebre el nom dels alumnes i lluitadors radicals per la llibertat Assata Shakur i Guillermo Morales, ambdós exiliats polítics a Cuba. Els estudiants i veïns que van fer ús del Center per organitzar-se contra el racisme, la brutalitat policial, i la privatització i militarització de la Universitat de la Ciutat de Nova York, es van enfrontar durant anys a la constant repressió per part de l'administració del City College. El 20 d'octubre de 2013, el City College va prendre possessió del Guillermo Morales/Assata Shakur Community and Student Center en mig de la nit, provocant un manifestació dels estudiants.

### Segle XXI

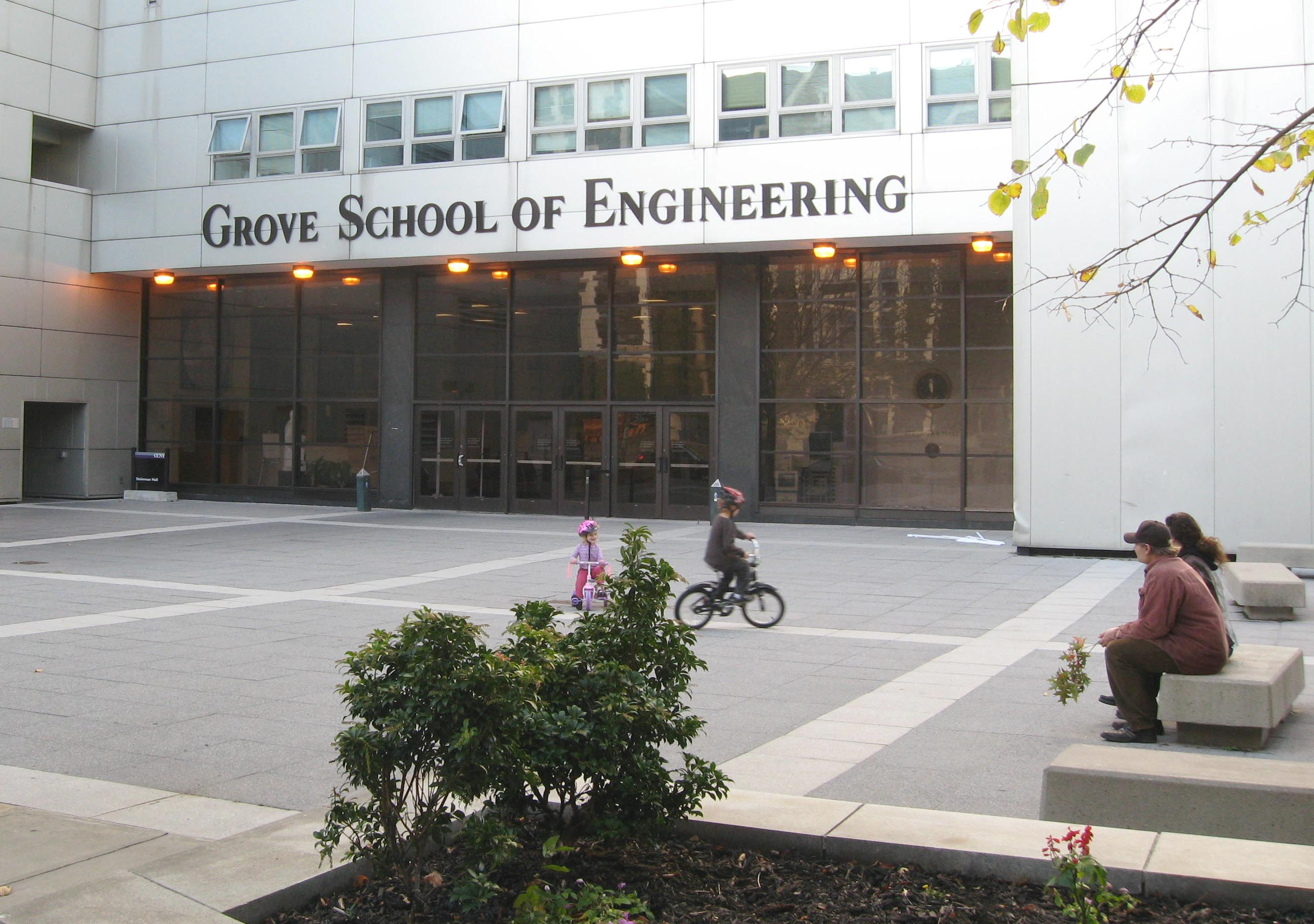
Escola d'Enginyeria

La Universitat de la Ciutat de Nova York va començar a reclutar estudiants pel programa de beques universitàries a la tardor de 2000, admetent al primer grup la tardor de l'any següent. El City College va ser un dels cinc campus on es va iniciar el programa. Els nous estudiants es van convertir en universitaris del Programa d'Honors. Aquest estudiants eren premiats amb la matriculació gratuïta, un passi cultural que els permetia accedir a les institucions culturals de la ciutat de Nova York gratuïtament o a baix preu, un ordinador portàtil, i un compte acadèmic de despesos que podien aplicar a activitats acadèmiques com viatges d'estudis a l'estranger.
L'octubre de 2005, el Dr. Andrew Grove, graduat el 1960 en Enginyeria Química i cofundador de Intel Corporation, va fer una donació de 26 milions de dòlars a l'Escola d'Enginyeria, que des d'aleshores es va anomenar Escola Grove d'Enginyeria. Es tracta de la major donació mai feta al City College.
El 2009, l'Escola d'Arquitectura es va traslladar a l'antic edifici Y, que havia estat completament remodelat per l'arquitecte Rafael Viñoly. Aquest mateix any, l'escola va ser rebatejada amb el nom d'Escola Bernard i Anne Spitzer d'Arquitectura en reconeixement dels 25 milions de dòlars que els Spitzer van donar a l'escola.

## Campus

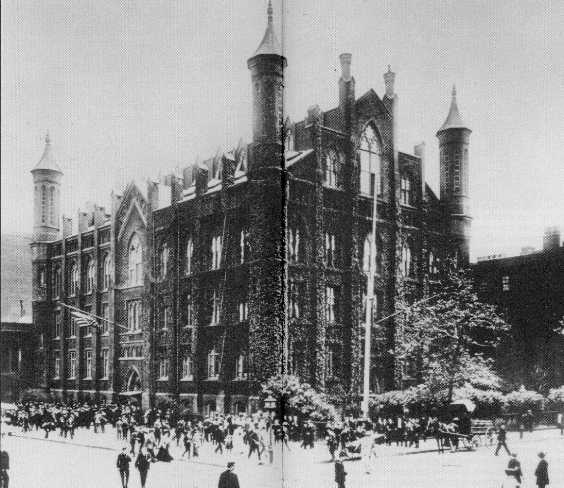
La Free Academy a Lexington Avenue i la 23rd Street a Nova York a la dècada de 1800

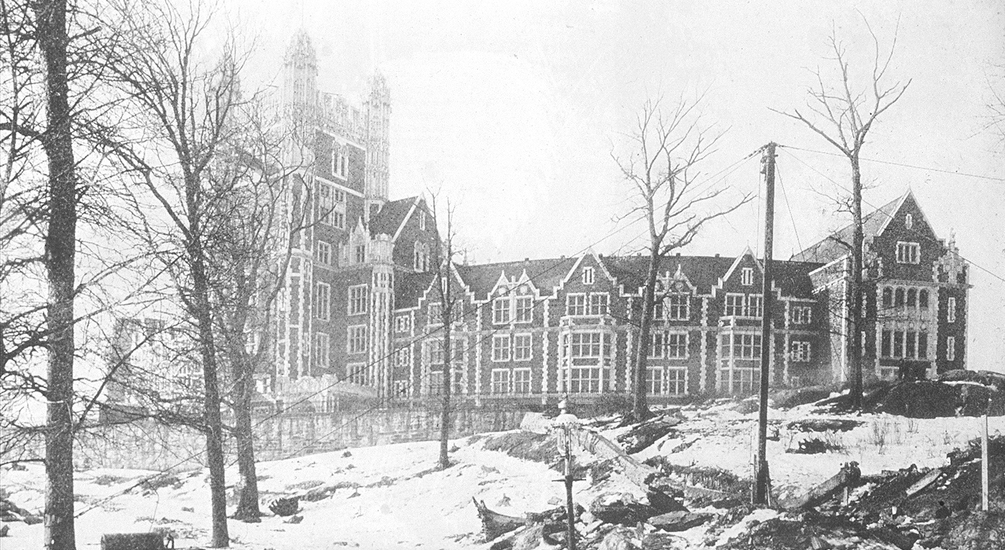
L'edifici principal del City College, el Shepard Hall, vist des de St. Nicholas Avenue (1907)

### Downtown
El City College estava originalment situat al centre de Manhattan, a l'edifici de la Free Academy, que va ser la seva seu entre 1849 i 1907. La edifici va ser dissenyat per James Renwick, Jr. i estava situat entre la Lexington Avenue i el 23rd Street. Segons algunes fonts, va ser el edifici universitari d'estil gòtic de la costa est. L'edifici va ser enderrocat el 1928, i substituït el 1930 per una estructura de 16 pisos que forma part de l'actual campus del Baruch College.

### Campus Nord
El City College es va traslladar a la seva actual ubicació a la part alta de Manhattan el 1906, que es va construir el nou campus d'estil neogòtic. Aquest nou campus va ser dissenyat per George Browne Post.
Els edificis originals del nou campus de la part alta de Manhattan d'estil neogòtic eren: el Shepard Hall, el Baskerville Hall, el Compton Hall, el Harris Hall i el Wingate Hall.

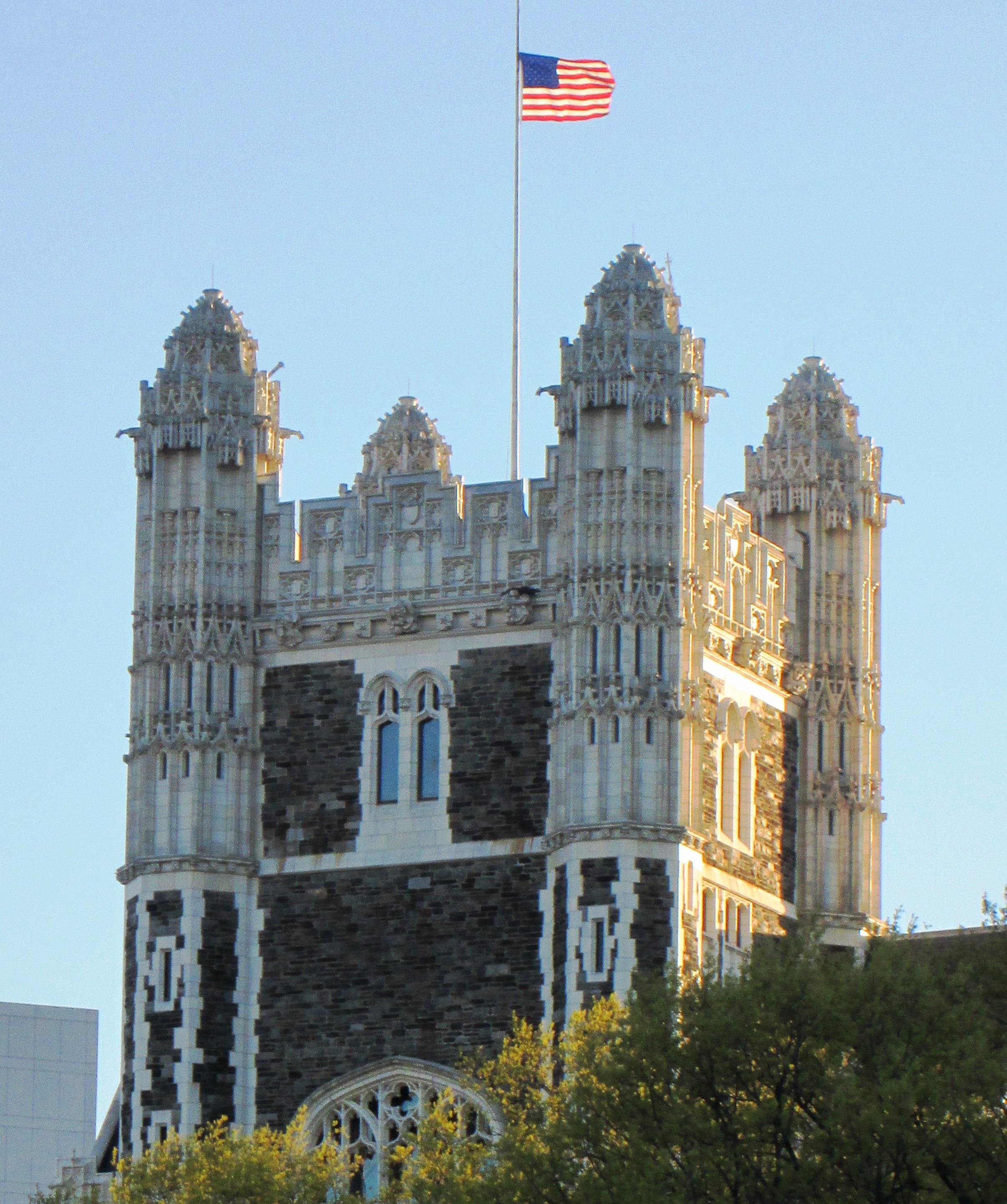
Shepard Hall tower, seen from Hamilton Heights

El Shepard Hall, el més gran i la peça central del campus, va ser dissenyat com una categral gòtica i té la seva entrada principal a St. Nicholas Terrace. Té un saló que recorda una gran capella anomenat el Great Hall (en català, "Gran Saló"), que té un mural pintat per Edwin Blashfield amb el títol de "The Graduate" i un altre mural al vestíbul Lincoln encarregat pel curs de 1901 anomenat "The Great Teachers" pintat per Abraham Bogdanove el 1930. L'edifici porta el nom d'Edward M. Shepard. El Harris Hall, que als plànols arquitectònics originals era anomenat edifici Sub-Freshman, va allotjar l'escola superior de preparació del City College, el Townsend Harris High School, des del 1906 fins que es traslladar el 1930 a l'Escola de Negocis.
El Wingate Hall porta el nom de George Wood Wingate (promoció de 1858), advocat i promotor de l'aptitud física, va allotjar el gimnàs principal del City College entre 1907 i 1972.
El Baskerville Hall va allotjar durant molts anys al Departament de Química, i tenia un dels salons de lectura més grans del campus, el saló de lectura Doremus. Actualment s'hi troba l'Escola Superior de Matemàtiques, Ciència i Enginyeria. El Compton Hall va ser dissenyat originalment com l'Edifici d'Ars Mecàniques.

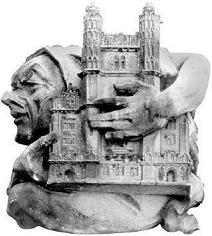
Una quimera d'un edifici del City College de 1906, sostenint un model del Shepard Hall

Cinc d'aquests edificis neogòtics dels campus es van inaugurar el 1906. El sisè, el Goethals Hall, que va ser finalitzar el 1930, porta el nom de George Washington Goethals, l'alumne d'Enginyeria Civil del City College que es va convertir en l'Enginyer en cap del Canal de Panamà. El Goethals Hall va allotjar l'Escola de Tecnologia (enginyeria). Els sis edificis neogòtics estan connectats per un tunel, que es va tancar al públic el 1969.
Sis-centes quimeres als edificis neogòtics originals representen les arts practiques i les belles arts. El quadrilàter del Campus Nord conté 4 grans arcs a les principals avingudes que arriben i surten del campus: el Hudson Gate, a l'Amsterdam Avenue, el George Washington Gate, a la confluència entre la 138th Street i Convent Avenue, l'Alexander Hamilton Gate, a l'extrem nord de Convent Avenue, i el Peter Stuyvesant Gate a St. Nicholas Terrace.

### Estadi Lewisohn (enderrocat)

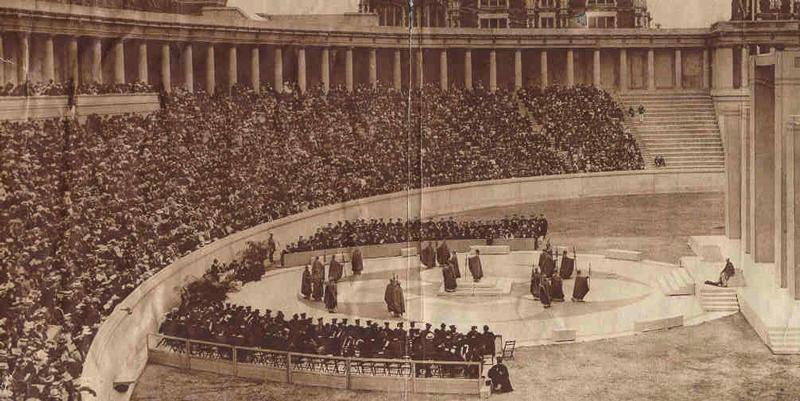
L'antic Estadi Adolph Lewisohn, actualment seu del North Academic Center (1915)

A principis del segle xx, després de la construcció de la majoria d'edificis neogòtics del campus, John H. Finley, president del City College, volia que la universitat tingués un estadi perquè les instal·lacions dels equips d'atletisme eren inadequades. La ciutat de Nova York no va proporcionar els fons necessaris per construir un estadi. No obstant això, el govern municipal va donar a la universitat dues illes al sud del campus. El desig de Finley de tenir un estadi va tirar endavant el 1912, quan l'empresari i filantrop Adolph Lewisohn va expressar el seu interès en finançar la construcció de l'estadi. Lewisohn va donar 75.000 dòlars per la construcció de l'estadi i Finley va encarregat el disseny de l'estadi a l'arquitecte Arnold W. Brunner, que va rebré la influència pels records de Finley d'un petit teatre excavat a la roca al Trastevere de Roma.
L'Estadi Lewisohn va ser construït amb una capacitat per 6.000 espectadors, amb milers de seients disponibles a l'interior durant els concerts. Va ser dedicat el 29 de maig de 1915, dos anys després que el Dr. Finley deixes la presidència del City College i el Dr. Sidney Edward Mezes esdevingués el quart president. La dedicatòria de l'estadi es va veure reforçada per la representació de "Les troianes", produïda per Granville Barker i Lillian McCarthy. Les cerimònies de graduació va tenir lloc l'Estadi Lewisohn durant molts anys, sent l'última l'any 1973, poc abans de la seva demolició.

### Altres edificis enderrocats
El 1912 es va planejar la construcció d'una biblioteca, que mai es va arribar a finalitzar. El 25 de març de 1927 s'havien construït els fonaments a St. Nicholas Terrace, entre els carrers St. Nicholas i 141. Només s'havia construït 1/5 part del pla original a un cost de 850.000 dòlars, molt per sobre del 150.000 que havien recollit els antics alumnes per establir una biblioteca. La biblioteca es va situar a l'actual edifici de l'Enginyeria Steinman fins al 1957.
L'Asil d'Orfes Hebreus de Nova York, construït el 1884 a l'Amsterdam Avenue entre el carrers 136 i 138, va ser dissenyat per William H. Hume. Encara hi era quan el City College es va traslladar a la part alta de Manhattan. Quan va tancar a la dècada de 1940, l'edifici va ser utilitzat pel City College per allotjar membres de l'Exèrcit dels Estats Units assignats al Programa de Formació Militar Especialitzada. Entre 1946 i 1955, va ser utilitzat com a dormitori, biblioteca i aules. Va ser anomenat Army Hall fins a la seva demolició entre 1955 i 1956.
El 1946, el City College a adquirir un antic orfenat episcopal a la cantonada entre 135th Street i Convent Avenue (al Campus Nord), i li va posar el nom de Klapper Hall, en honor de Paul Klapper (promoció de 1904), que va ser professor i Degà de l'Escola d'Educació i que posteriorment va ser el primer president del Queens College entre 1937 i 1952. El Klapper Hall era maó vermell d'estil Georgià i va servir de seu de l'Escola d'Educació fins al 1983.

### Edificis de la post-guerra
L'Steinman Hall, que allotja l'Escola d'Enginyeria, va ser construït el 1962 a l'extrem nord del campus, al lloc de la Biblioteca Bowker i el Drill Hall per reubicar instal·lacions del Compton Hall i el Goethals Hall, i porta el nom de David Barnard Steinman (promoció de 1906), un famós Enginyer Civil i dissenyador de ponts.
L'Edifici d'Administració va ser construït el 1963 al Wingate Hall del Campus Nord. Allotja les oficines d'administració, entre les que es troben els despatxos del President, el Rector i el Secretari. Original estava pensat com un magatzem per emmagatzemar una enorme quantitat de registres i transcripcions d'estudiants des de 1847. A principis de 2007, l'edifici va ser formalment batejar amb el nom de Edifici Administratiu Howard E. Wille, en honor de Howard E. Wille, que va ser un distingit alumne i filantrop.
L'Edifici Marshak de Ciència es va completar el 1971 a lloc de l'antic Jasper Oval, un espai obert prèviament utilitzat com a camp de futbol americà. El edifici porta el nom de Robert Marshak, reconegut físic i president del City College entre 1970 i 1979. L'edifici allotja tots els laboratoris de ciència i es troba a tocar del Gimnàs Mahoney i les seves instal·lacions esportives, inclosa la piscina i les pistes de tennis.

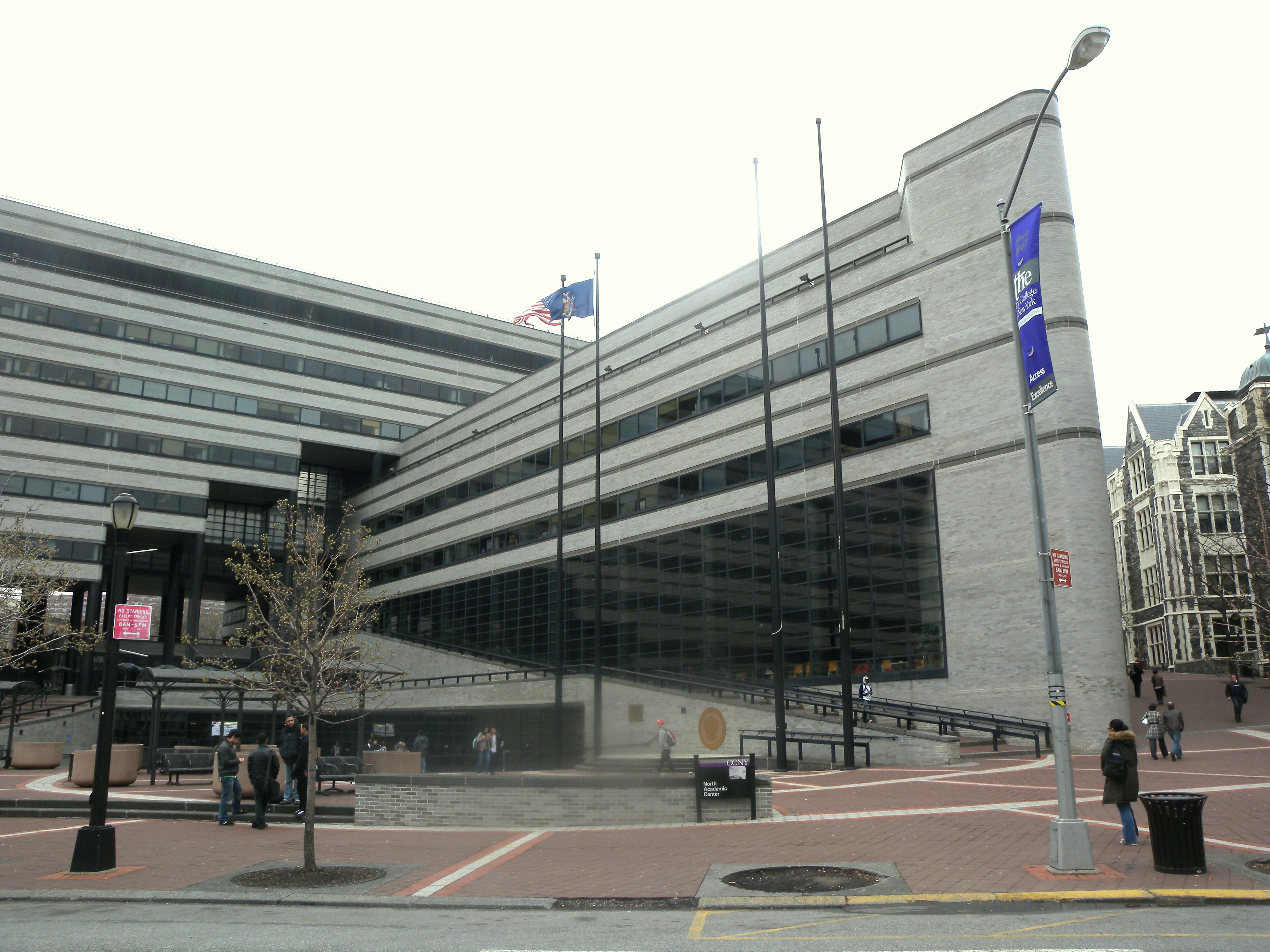
North Academic Center (2011)

A la dècada de 1970 es va iniciar la construcció del North Academic Center. Es va completar el 1984 i va substituir l'Estadi Lewisohn i al Klapper Hall. L'edifici disposa de centenars d'aules, dues cafeteries, la biblioteca Cohen, sales d'estudi, oficines administratives, i un seguit d'instal·lacions informàtiques. Dissenyat per l'arquitecte John Carl Warnecke, l'edifici ha rebut crítiques per la seva manca de disseny i l'escala desproporcionada en comparació amb el barri que l'envolta.

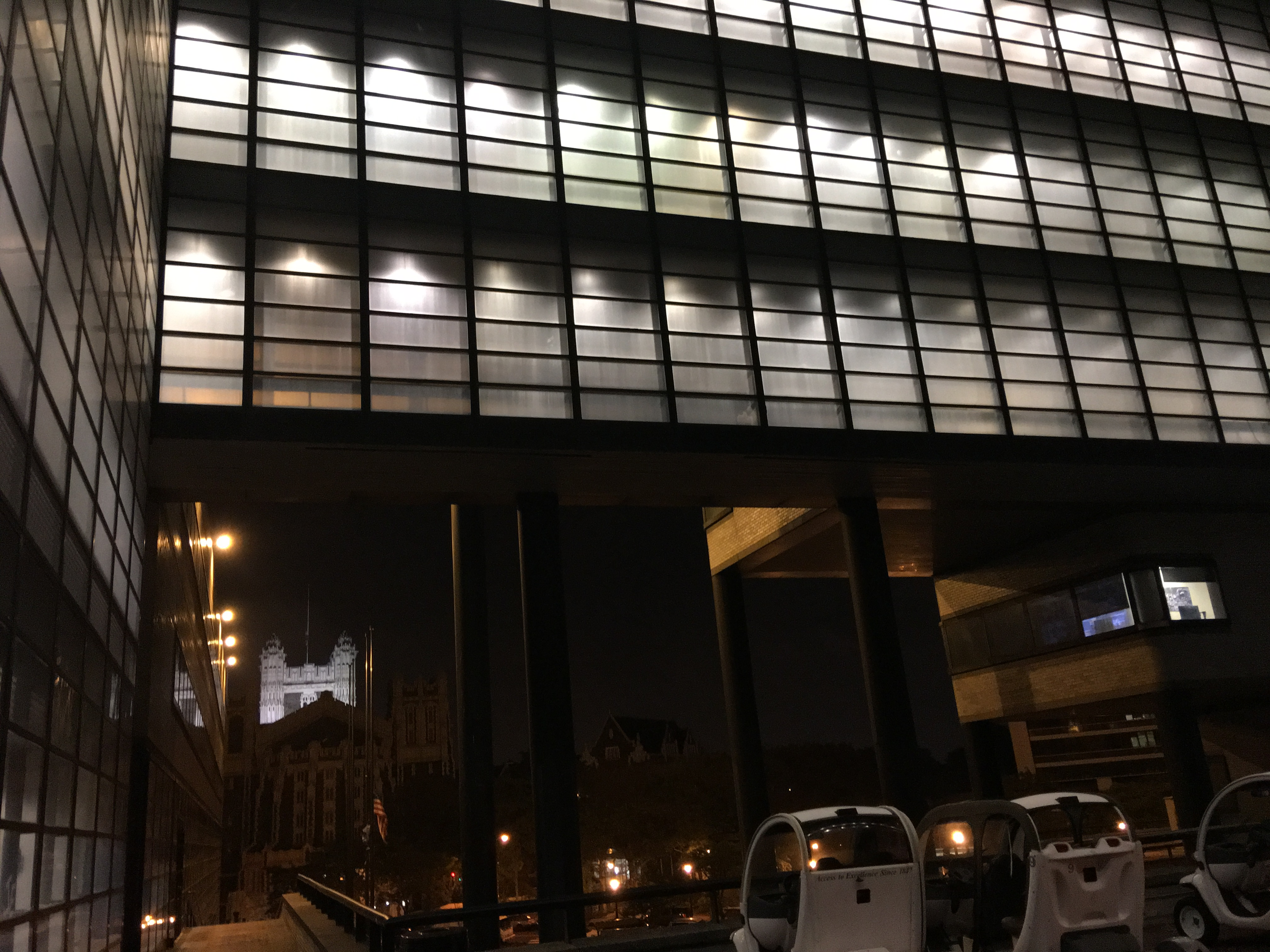
Arquitectura Contemporània i Neogòtica (en segon pla)

Dins l'edifici es va crear una sala per estudiants fora de la llibreria del campus i es van pintar murals que celebren la història del campus a les portes del Consell estudiantil. Fundat el 1869, proclama ser el Consell estudiantil en funcionament continu més antic del país.
La primera planta de l'edifici d'administració, que allotja les oficines d'admissió i el despatx del secretari, va rebre una renovació postmoderna el 2004. A les plantes superiors es troben els despatxos del president i del rector.
El 1981 la Comissió de Conservació de Monuments de Nova York va declara monuments oficials als edificis i les portes del Campus Nord. Els edificis van ser inclosos al Registre Nacional de Llocs Històrics el 1984. L'estiu de 2006 es van restaurar les portes històriques de Convent Avenue.

### Campus Sud

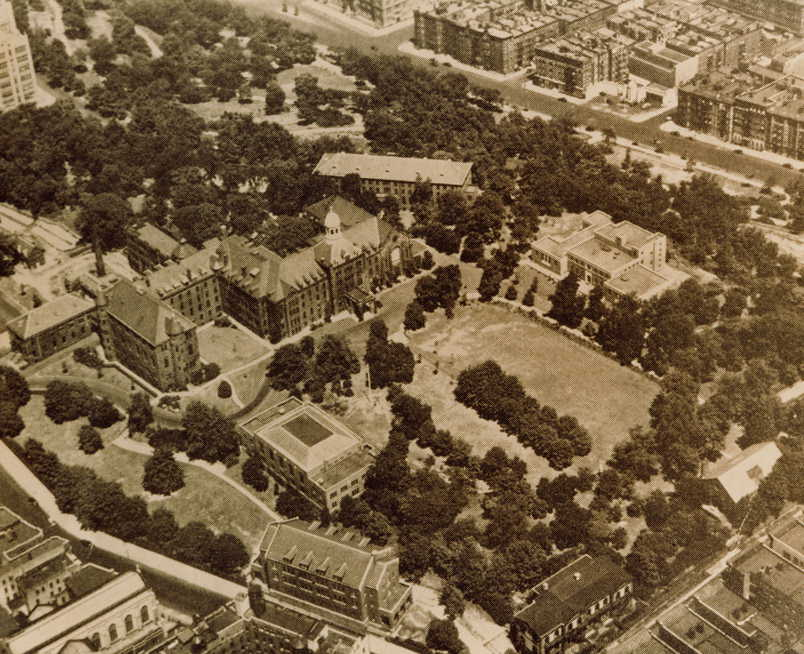
Vista aèria de la dècada de 1950 de l'antic Campus Sud del City College, comprat el 1953 al Manhattanville College of the Sacred Heart. La foto esta feta des del sud mirant cap al nord-est.

El 1953, el City College va comprar el campus del Manhattanville College of the Sacred Heart (el qual, en un mapa de 1913, apareixia amb el nom de Convent del Sagrat Cor), amb el qual es va afegir una secció sud al campus. Això va ampliar el campus per incloure molts dels edificis entre els carrers 140 i 130, des de St. Nicholas Terrace a l'est fins a l'Amsterdam Avenue a l'oest.
Els antics edificis del Manhattanville College va ser rebatejats. Com a resultat d'aquesta expansió, el Campus Sud va allotjar principalment els departaments i les aules d'Arts liberals del City College, mentre que el Campus Nord va allotjar principalment les aules i els departaments de Ciències i Enginyeria, així com el Klapper Hall (Escola d'Educació) i l'Edifici d'Administració.
El 1957 es va construir una nova biblioteca al centre del campus, prop del carrer 135, i va rebre el nom de Biblioteca Cohen en honor de Morris Raphael Cohen, un antic alumne (promoció de 1900) i celebrat professor de filosofia del City College entre 1912 i 1938. Quan la Biblioteca Cohen es va traslladar a l'edifici NAC a principis de la dècada de 1980, l'edifici va ser rebatejar amb el nom d'Edifici Y, i va allotjar oficines, subministraments, la sala de correu, etc. Finalment l'edifici va ser enderrocat i renovat per allotjar l'Escola d'Arquitectura el 2009.
A la dècada de 1970, molts dels edificis antics del Campus Sud van ser enderrocat, alguns dels quals havien sigut de l'Acadèmia del Sagrat Cor. Els edificis que van romandre al Campus Sud en aquell moment van ser la Biblioteca Cohen (posteriorment traslladada), el Park Gym (actualment el Centre de Recerca de Biologia Estructural), l'Eisner Hall, el Schiff House (antiga residencia del president, actualment un centre d'atenció infantil), i el Mott Hall (antic Departament d'Anglès, actualment un Departament d'Educació Primària de la ciutat de Nova York).
Algunes dels edificis que van ser enderrocats van ser el Finley Hall, el Wagner Hall, l'Stieglitz Hall i el Downer Hall, entre d'altres.

#### Edificis nous del Campus Sud
Al Campus Sud es van construir nous edificis, entre els que es troben el Aaron Davis Hall de 1981 i el camp d'esports Herman Goldman de 1993. L'agost de 2006, es van finalitzar les obres de construcció d'un dormitori de 600 llits anomenat "The Towers".
L'edifici que antigament havia allotjat la Biblioteca Cohen, l'anteriorment citat edifici Y, es va convertir en la nova seu de l'Escola d'Arquitectura, amb un renovació encapçalada per l'arquitecte Rafael Viñoly. Dissenyats per la companyia Kohn Pedersen Fox Associates, es van construir dos edificis al lloc on estava el camps d'esports Herman Goldman: el Centre de Recerca Científica Avançada, pensada per servir al científics visitants i a tot el sistema de la Universitat de la Ciutat de Nova York, i el Centre pel Descobriment i la Innovació. Els dos edificis estan connectats per un tunel subterrani i ocupen més de 37.000 m², on s´hi troben laboratoris, oficines, un auditori, i sales de reunions.

### Situació del Campus
El City College es troba els carrers 130 oest i 141 oest de Manhattan, al llarg de Convent Avenue i St. Nicholas Terrace, entre les avingudes Amsterdam i St. Nicholas.
Al campus s'hi arriba amb el següent transport:
- Metro de Nova York: l'estació 137th Street-City College a Broadway, de la línia Broadway-Seventh Avenue Line de la Ruta 1; i l'estació 145th Street a Saint Nicholas Avenue, de les rutes A, B, C i D.
- MTA Bus Company: línies de bus M3, M4, M5, M10, M11 i M100.
- Línies pròpies del campus.

## Món acadèmic
El City College de Nova York està organitzat en cinc escoles, amb del The Macaulay Honors College. Les cinc escoles són: l'Escola de Ciències i Arts Liberals, que està dividida en tres divisions (la Divisió d'Humanitats i Arts, la Divisió de Ciències Socials i la Divisió de Ciència), la Escola Bernard i Anne Spitzer d'Arquitectura, l'Escola d'Educació, l'Escola Grove d'Enginyeria i l'Escola Sophie B. Davis d'Educació Biomèdica.
El City College ofereix a estudiants no llicenciats les llicenciatures en Arts, Ciències, Ciències de l'Educació, Enginyeria, Belles Arts i Arquitectura (B.A.), i els Màsters en Arts, Ciències, Ciències de l'Educació, Enginyeria, Belles Arts, Arquitectura, Arquitectura Paisatgística, Planificació Urbana, Estudis Professionals, Administració Pública i el Doctorat en Filosofia a llicenciats.

### Perfil
Per l'accés al primer curs a la tardor de 2016, la puntuació mitjana del SAT va ser de 1260 sobre 1600 i la del GPA del batxillerat del 90%.

### Físics
El City College de Nova York té una llarga i distingida història en física. Tres dels seus antics alumnes van ser guardonats amb el Premi Nobel en física : Robert Hofstadter el 1961, Arno Penzias el 1978 i Leon Lederman el 1988. Albert Einstein va donar la primera d'una sèrie de xerrades pels Estats Units al City College el 1921. Altres distingits antics alumnes i professors de la matèria van ser Mark Zemansky, Clarence Zener, Mitchell Feigenbaum i Leonard Susskind. Entre els actuals professors es troben Robert Alfano i Michio Kaku.

## Segell i Medalla
El disseny del segell de 3 rostres té els seus orígens al segle xix, quan el professor Charles Anthon es va inspirar en la representació de Janus, el deu romà dels inicis, que es representa amb dues cares que connecten el passat i el futur. Va ampliar la imatge a 3 rostres per representar l'estudiant i, per tant, el coneixement, evolucionant de la infantesa a la maduresa a través de la joventut.
El segell va ser redissenyat per la medalla commemorativa del centenari del City College per Albert P. d'Andrea el 1947. El professor d'Andrea, que havia arribat procedent de Benevent el 1901, es va unir al professorat immediatament després de la seva graduació i va ser Professor d'Art i Director del Departament d'Art entre 1948 i 1968. El 2003 es va decidir crear un logotip diferent al seu segell, amb el text estilitzat the City College of New York.

## Rànquings
En els seus rànquings de 2016, la revista U.S. News & World Report va situar al City College en la posició 85 d'un total de 620 Universitats Regionals del nord. Dins d'aquestes Universitats Regionals del nord, el City College es troba en primera posició pel que fa a diversitat racial i ètnica.
La companyia The Princeton Review va incloure al City College a la seva guia anual "Les Millors Universitats" els anys 2012, 2013, 2014 i 2015.
El 2015, la revista de negocis Forbes, en el seu rànquing de les millors universitats dels Estats Units, la situar al City College en la posició 177 del global, en la posició 78 del nord-est, i en primera posició entre totes les universitats de la Universitat de la Ciutat de Nova York i per davant d'universitats privades de Nova York com la Universitat de Saint John, la Universitat Yeshiva i la Universitat Pace.
La revista Washington Monthly va situar el 2013 al City College a la posició 43 d'un total de 684 Universitats Màster. Els rànquings es basaven en la "contribució al bé comú en 3 amplies categories: mobilitat social (reclutant i graduant estudiants amb baixos ingressos), recerca (proporcionat beques d'avantguarda i doctorats), i servei (animant als estudiants a retornar al seu país)". El City College va obtenir la posició 29 en mobilitat social i la primera en recerca.
El 2015, l'Academic Ranking of World Universities va situar al City College en posició 289 d'entre totes les universitats del món (entre el primer 12%). Entre les universitats dels Estats Units es trobava a la posició 111. Aquesta posició va ser la més elevada entre totes les universitats de la Universitat de la Ciutat de Nova York.

## Esports
El 1950, l'equip masculí de basquet es va convertir en l'únic equip de la història en guanyar el mateix any el National Invitation Tournament i el NCAA Tournament. No obstant això, el 1951 aquesta fita va quedar eclipsada per un escàndol pel qual 7 jugadors de l'equip de basquet del City College va ser arrestats per rebre diners d'apostadors per manipular els resultat dels partits. L'escàndol va provocar al descens del City College de la Divisió I a la Divisió III i al desprestigi nacional del basquet universitari en general.
Actualment, el City College té equips masculins de beisbol, basquet, camp a través, atletisme, futbol, lacrosse i voleibol, i equips femenins de basquet, camp a través, esgrima, atletisme, futbol i voleibol. Els Beavers (en català "castors") han obtingut 1 Campionat de la Divisió I de la NCAA (equip masculí de basquet) i més de 70 campionats de la Conferencia de la Universitat de la Ciutat de Nova York d'Atletisme des del 1966. A més, els equips masculí de voleibol i femení de basquet han obtingut 2 campionats de la Divisió III de la Conferencia Est d'Atletisme Universitari.

## Presidents
Des de la seva fundació el 1847 el City College de Nova York ha tingut els seus presidents:
1. Horace Webster, 1847–1869
2. General Alexander S. Webb, 1869–1902[99]
3. John Huston Finley, 1903–1913[100]
4. Sidney Edward Mezes, 1914–1927[101]
5. Frederick B. Robinson, 1927–1939[102]
6. Harry N. Wright, 1941–1952[103]
7. Buell G. Gallagher, 1952–1969[104]
8. Robert Marshak, 1970–1979[105]
9. Bernard W. Harleston, 1981–1992[106]
10. Yolanda T. Moses, 1993–1999[107]
  - Stanford A. Roman Jr., (interim) 1999–2000[108]
11. Gregory H. Williams, 2001–2009[109]
  - Robert "Buzz" Paaswell, (interim) 2009–2010[110]
12. Lisa S. Coico, 2010–2016[111]
  - Vincent Boudreau, (interim) 2016–Present[112]